# Prix Rubio de Francia
Pour les articles homonymes, voir Francia.
Le prix José Luis Rubio de Francia est une distinction mathématique décernée depuis 2004 par la Société royale mathématique espagnole (RSME).

## Histoire
C'est l'une des importantes récompenses scientifiques en Espagne et la plus haute distinction décernée par la RSME. Il est décerné à de jeunes chercheurs espagnols ou ayant mené leurs recherches en Espagne. Le prix est décerné annuellement depuis 2004.

## Lauréats
Les lauréats du prix sont :
- 2023: Claudia García[4]
- 2022: Xavier Fernández-Real Girona[5]
- 2021: Ujué Etayo Rodriguez[6]
- 2020: Daniel Sanz Alonso[7]
- 2019: María Ángeles García Ferrero (es)[8]
- 2018: Joaquim Serra[9]
- 2017: Angelo Lucia
- 2016: Xavier Ros-Oton
- 2015: Roger Casals
- 2014: Nuno Freitas
- 2013: Ángel Castro Martínez
- 2012: María Pe Pereira (es)[10]
- 2011: Alberto Enciso Carrasco
- 2010: Carlos Beltrán Álvarez (es)
- 2009: Álvaro Pelayo
- 2008: Francisco Gancedo
- 2007: Pablo Mira Carrillo
- 2006: Santiago Morales Domingo
- 2005: Javier Parcet
- 2004: Joaquim Puig